# オラパ鉱山
オラパ鉱山（オラパこうざん、英語: Orapa Diamond Mine）は、世界最大のダイヤモンド鉱山である。同鉱山は、ボツワナのボテティ準地区（Boteti Sub-District）にある町オラパに位置し、フランシスタウンの約240km西方にある。
ツワナ語で「ライオンの安息地」を意味するオラパの鉱山は、デビアスとボツワナ政府が共同出資するデブスワナによって所有されている。同鉱山は、ボツワナで稼働している4つのダイヤモンド鉱山の中で最も古く、1971年7月に採掘が始まった。
オラパの採掘現場は露天掘りとなっており、鉱山別に見れば世界最大のダイヤモンド鉱山である。同鉱山は、2つのキンバーライト火山筒が地表の近くで合流した場所の上に位置し、地表面では1.18km²ほど広がっている。オラパは1週間に7日稼働しており、鉱石を年間2000万トン産出し、また、鉱石とは別に廃棄岩を年間4000万トン産出する。2003年には、オラパ鉱山は1630万カラット（3260kg）のダイヤモンドを産出した。同鉱山の鉱石品位（鉱石のダイヤモンド・貴金属含有量）は、1トン当たり約0.87カラット（174mg）である。鉱山は1999年に拡張され、以前に比べて生産能力が倍増した。オラパのダイヤモンド加工工場では、オラパ鉱山の産出する鉱石が加工されるほか、デブスワナが所有する残り3つの鉱山のうち2つ、レトラカネ鉱山とダマツァ鉱山が産出する鉱石も加工されている。
オラパとその姉妹鉱山レトラカネで、3100人以上を雇用している。また、デブスワナは、100床の病院、従業員の子供たちが通う準備学級・小学校、オラパ自然動物保護公園（Orapa Game Park）などを保持している。オラパ鉱山は、環境保護遵守を要求するISO 14001認証を取得、維持しており、節水・廃棄物管理にも重きを置いている。